# Alsószentiván
Alsószentiván je vas na Madžarskem, ki upravno spada pod podregijo Sárbogárdi Županije Fejér.